# Tiên Phước
Tiên Phước is een district in de Vietnamese provincies Quảng Nam. De hoofdplaats van Tiên Phước is thị trấn Tiên Kỳ.

## Geografie en topografie
Tiên Phước ligt in het zuiden van Quảng Nam. De aangrenzende huyện zijn Hiệp Đức, Thăng Bình, Phú Ninh en Bắc Trà My. Door Tiên Phước stromen een aantal rivieren, zoals de Tranh, Tum, de Tiên en de Tién.

### Administratieve eenheden
Tiên Phước bestaat uit een thị trấn en veertien xã's. 
- Thị trấn Tiên Kỳ
- Xã Tiên An
- Xã Tiên Cẩm
- Xã Tiên Cảnh
- Xã Tiên Châu
- Xã Tiên Hà
- Xã Tiên Hiệp
- Xã Tiên Lãnh
- Xã Tiên Lập
- Xã Tiên Lộc
- Xã Tiên Mỹ
- Xã Tiên Ngọc
- Xã Tiên Phong
- Xã Tiên Sơn
- Xã Tiên Thọ

## Verkeer en vervoer
Door Tiên Phước gaan een aantal tỉnh lộ's, te weten 614, 615 en 616. De 614 verbindt Tiên Kỳ met de Tỉnh lộ 611B in xã Quế Thọ in huyện Hiệp Đức. De 615 verbindt de quốc lộ 1A met de 614. De weg sluit in Tiên Cẩm aan op de 614 en in Tam Đàn op de quốc lộ 1A. De 616 verbindt xã Trà Mai in huyện Nam Trà My met de thành phố Tam Kỳ. In Tam Kỳ sluit deze weg aan op de quốc lộ 1A.